# Северное Измайлово
Се́верное Изма́йлово — район в Восточном административном округе города Москвы, а также одноимённое внутригородское муниципальное образование. Ограничен с севера Щёлковским шоссе, с юга Сиреневым бульваром, с востока МКАД.
В районе расположены спорткомплекс «Трудовые резервы», торговый дом «Первомайский», торговый центр «Щёлково».

## История

### Начало освоения
Земли Северного Измайлова в начале своей истории были покрыты дремучими лесами, остатки которых частично сохранились в лесных и парковых массивах Лосиного острова, Измайлова, Сокольников. Отсутствие водных путей, непроходимые леса, болотистая местность надолго задержали освоение этих мест.
Освоение территории Северного Измайлова началось не с поселения, а с прямоезжей Стромынской дороги (ныне — Щёлковское шоссе). Она была проложена с востока на запад более тысячи лет назад, в те времена, когда Москвы ещё не было, но расселившимся в этих краях славянам было нужно связать «залесские» (т. е. владимиро-суздальские) земли с западными — смоленскими и черниговскими. Этой дорогой в своих «разъездах» из Смоленска и Киева во Владимир и Ростов пользовался ещё Владимир Мономах, упоминавший об этом в написанном им в 1117 году «Поучении». Позже она соединила укреплённый старинный город Суздаль с молодой Москвой, основатель которой — сын Мономаха Юрий Долгорукий — пользовался этой дорогой.
B XII—XIII веках дорога стала оживлённой, после нашествия хана Батыя (1238) по ней свозились в Орду богатства Руси. Стромынской дорога стала называться после 1380 года, когда по благословению Сергия Радонежского великий князь Дмитрий Донской основал монастырь в селе Стромынь (оно существует и сегодня, входя в Ногинский район Московской области). В XV—XVI веках был построен прямой путь во Владимир, названный Большой Владимирской дорогой (ныне — Шоссе Энтузиастов), и Стромынка стала приходить в запустение.
Позднее территория нынешнего Северного Измайлова входила в состав царского имения Измайлово (земли имения простирались далеко, доходя до Черкизова на севере и до Гиреева и Кускова на юге, до Семёновского на западе и до Пехра-Покровского на востоке). В 1663 году был издан указ царя Алексея Михайловича о заселении земель имения и создании 548 дворов пашенных крестьян и 216 дворов торговых и ремесленных людей. Переселенцы из-под Костромы образовали целую слободу, названную Колдомка, поскольку происходили они из костромской Колдомской волости. Память об этой слободе сохранялась в названии позднейшей улицы Колдомка, которая, однако, в 1922 году была переименована в Никитинскую — в память участника декабрьского восстания 1905 года, работника фабрики «Измайловская мануфактура» Гавриила Ивановича Никитина (1884—1910).

### Присоединение к Москве
Присоединение земель исторического района Измайлово к Москве происходило постепенно. В 1932 году в состав города был включён Измайловский лесной массив, в 1935 году — село Измайлово, в 1937 году — прилегавший к селу с севера присёлок Хохловка, включавший существующую (в районе Измайлово) и поныне Советскую улицу, названную так в первые годы Советской власти в честь Советов рабочих, крестьянских и солдатских депутатов. Все эти территории входили в Сталинский район столицы (3 ноября 1961 года переименован в Первомайский район).
Карты 1939 года свидетельствуют, что в состав Москвы входила уже почти вся территория современного района Северное Измайлово — за двумя исключениями: вне городской черты оставались маленький участок на северо-западе данной территории (юго-западная часть деревни Калошино, располагавшейся по обе стороны начального участка Щёлковского шоссе — такое название с начала XX века получила бывшая Стромынка) и восточная её часть (между нынешними 16-й Парковой улицей и МКАД). Однако тогда (как и в первые послевоенные годы) эта территория оставалась незастроенной, и только в западной её части находилось несколько жилых домов, вытянувшихся вдоль ныне уже несуществующей Конюшенной улицы — ранее (в XIX и начале XX века) на этом месте находилась деревня Конюшина.
Лишь на рубеже 1950—1960-х гг. на территории района началось массовое жилищное строительство и была распланирована современная уличная сеть с характерным для неё широтно-меридиональным расположением улиц. 18 августа 1960 года Указом Президиума Верховного Совета РСФСР была установлена новая граница Москвы: ею стала строившаяся тогда Московская кольцевая автомобильная дорога (МКАД). Теперь уже вся территория нынешнего района Северное Измайлово оказалась в пределах городской черты.
В это же время (на рубеже 1950—1960-х гг.) входит в обиход и название «Северное Измайлово» — правда, не в современном понимании. На этапе проектирования, в конце 1950-х годов, «Северным Измайловым» назывался район-новостройка в границах между Щёлковским шоссе с севера, Верхней Первомайской улицей с юга и 15-й Парковой улицей с востока. К 1962 году так назывался возводимый на территории в 400 га крупный жилой массив, простиравшийся от Измайловского бульвара до Щёлковского шоссе и от Никитинской улицы до кольцевой автострады.

### Северное Измайлово в 1960—1991 годах
В начале 1960-х гг. жилой массив «Северное Измайлово» — типичный спальный район с пятиэтажными жилыми домами и обилием зелёных насаждений. Отличался свежим, чистым воздухом — правда, не в те часы, когда дул ветер с севера, доносивший до жилых кварталов «ароматы» свинарников располагавшегося к северу от Щёлковского шоссе совхоза «Черницыно» (если же ветер дул на запад, в аналогичной ситуации оказывались жители Метрогородка). Во второй половине 1960-х гг. совхоз был закрыт, свинарники снесены, в 1970-е гг. Северное Измайлово (жилая застройка которого теперь ведётся уже 9-, 12- и 14-этажными домами) «по праву считается одним из лучших в Москве по санитарным условиям, озеленённости и чистоте воздуха».
Постепенно складывалась инфраструктура современного района, возникали:
- учебные заведения — ряд средних школ, Московский библиотечный техникум (ныне — Гуманитарный колледж информационно-библиотечных технологий № 58: Щёлковское шоссе, дом 52);
- научно-исследовательские и проектно-конструкторские организации («НИИ Дельта» — Щёлковское шоссе, дом 2А, институт «Резинопроект» — Сиреневый бульвар, дом 15);
- промышленные предприятия (завод «Хроматрон»: Щёлковское шоссе, дом 100, закрыт в 1990-е гг.).

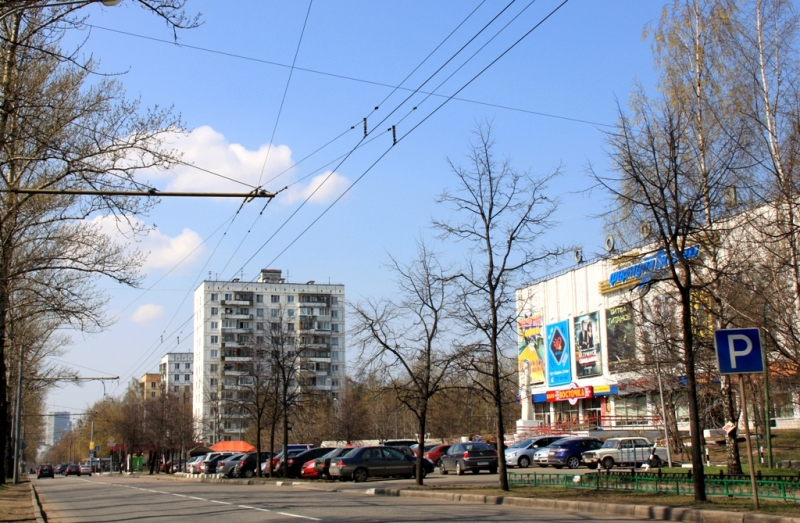
У кинотеатра «София» весной

Появились два кинотеатра — «Енисей» (3-я Парковая улица, дом 53, закрыт в 1990-е гг.) и «София» (Сиреневый бульвар, дом 31, построен по проекту М. Н. Мошинского). Развивалась сеть предприятий торговли. Крупнейшее — торговый центр «Первомайский» (9-я Парковая улица, дом 62). Строительство универмага (среди авторов также был М. Н. Мошинский) велось в 1967—1969 годах, на момент открытия он был одним из крупнейших в Москве, в составе универмага были продовольственный и промтоварный магазины, кафе, ресторан, службы быта. Здание универмага было оборудовано по последнему слову техники, покупатели перемещались между этажами по эскалатору, действовала современная система кондиционирования. Универмаг обладал развитой сетью филиалов (7), в которых продавались товары для дома, парфюмерия, трикотаж.
22 июля 1963 года был сдан в строй участок Арбатско-Покровской линии Московского метрополитена от станции «Первомайская» до станции «Щёлковская» протяжённостью 1,6 км. С вводом в эксплуатацию станции «Щёлковская», находящейся на пересечении Щёлковского шоссе и 9-й Парковой улицы, значительно улучшились транспортные связи района с другими частями города.

### Создание района
В 1991 году в Москве была проведена административная реформа. Вместо прежних районов были образованы 10 административных округов, в том числе Восточный административный округ и в его составе временный муниципальный округ Северное Измайлово.
Территория временного муниципального округа в 1995 году была включена в состав нового района Северное Измайлово.
15 октября 2003 года в пределах границ района было создано внутригородское муниципальное образование Северное Измайлово.

## Реновация
В 2020 году по программе реновации начали заселять новые дома по улице Константина Федина дом 13

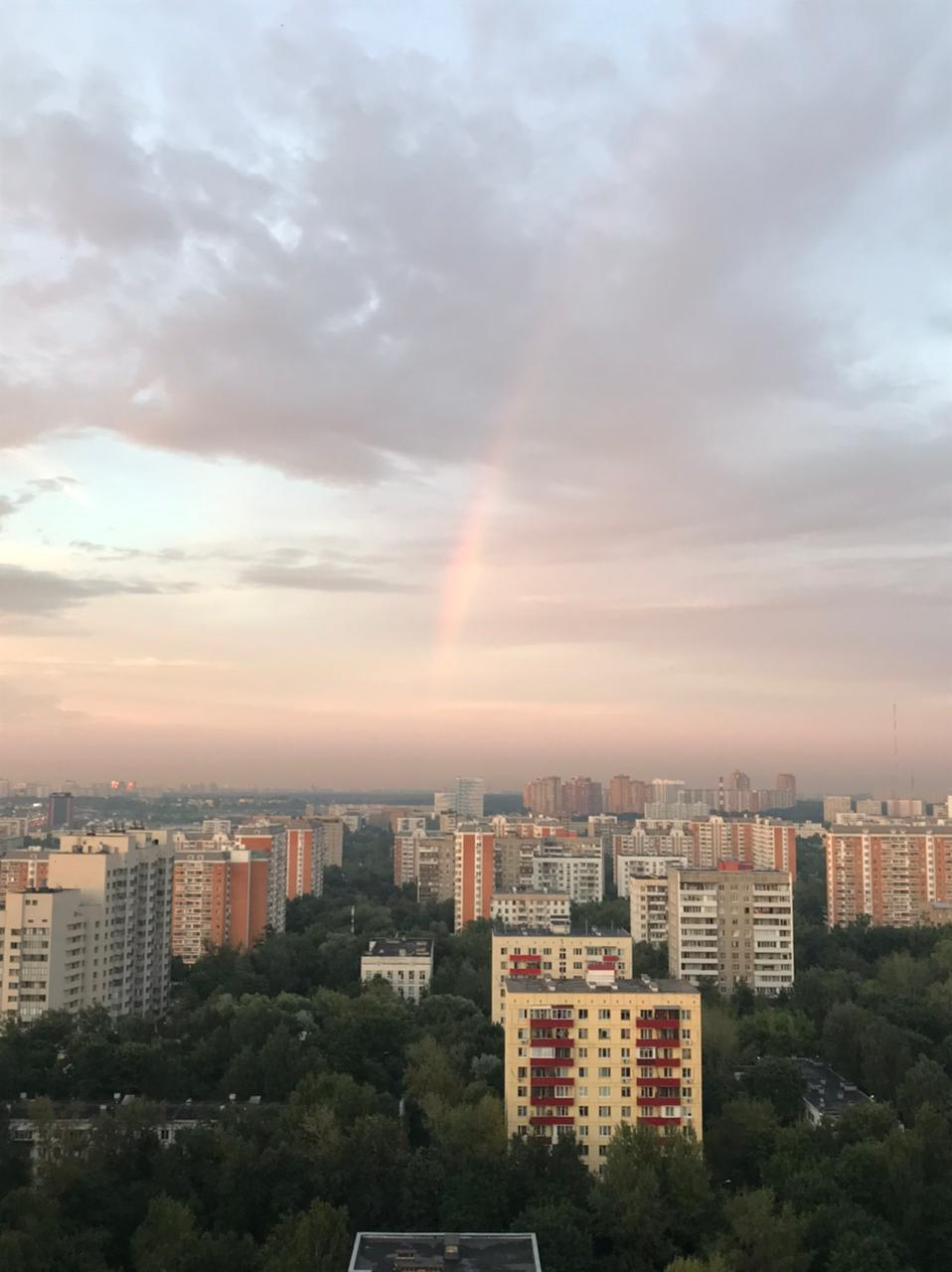
Радуга

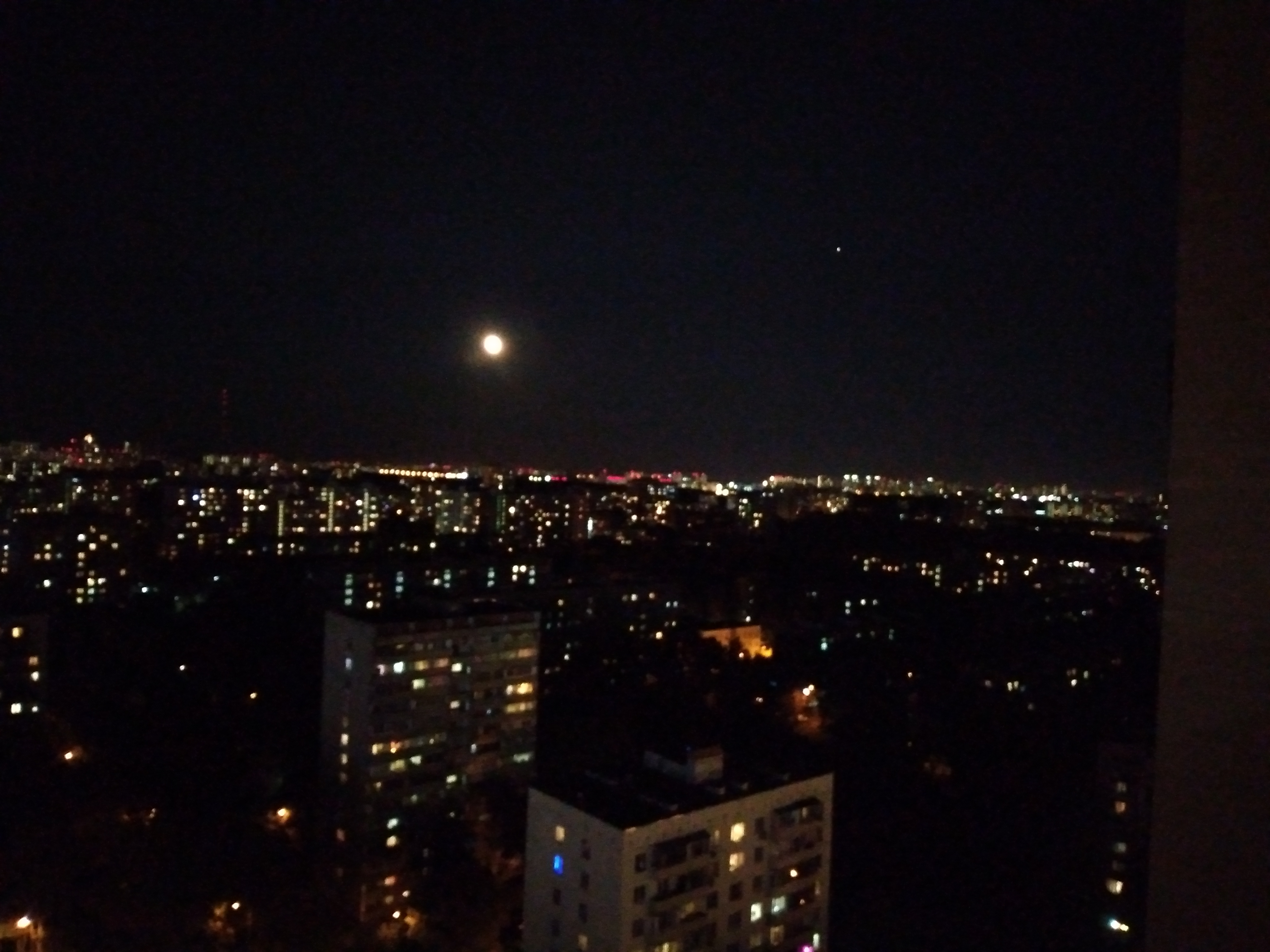
Вид из окна на МКАД

## Границы
Граница района Северное Измайлово и муниципального образования Северное Измайлово проходит по оси Щёлковского шоссе, далее по городской черте Москвы (внешней границе полосы отвода Московской кольцевой автомобильной дороги, включая все транспортные развязки улиц и дорог), далее, пересекая МКАД, по осям: проезда на Сиреневый бульвар и Сиреневого бульвара до Щёлковского шоссе.

## Население
| 2002    | 2010    | 2011    | 2012    | 2013    | 2014    | 2015    |
| ------- | ------- | ------- | ------- | ------- | ------- | ------- |
| 80 785  | ↗85 094 | ↗85 207 | ↗85 741 | ↗86 171 | ↗86 893 | ↗86 947 |
| 2016    | 2017    | 2018    | 2019    | 2020    | 2021    | 2023    |
| ↗87 193 | ↗87 247 | ↗87 564 | ↗87 614 | ↗88 007 | ↘85 063 | ↘84 986 |
| 2024    |         |         |         |         |         |         |
| ↘84 957 |         |         |         |         |         |         |

### Национальный состав
По итогам переписи населения 2020 года проживали следующие национальности (национальности менее 0,1 % и другое, см. в сноске к строке «Другие»):
| Национальность | Численность, чел. | Доля     |
| -------------- | ----------------- | -------- |
| Русские        | 53 201            | 62,54 %  |
| Татары         | 520               | 0,61 %   |
| Азербайджанцы  | 417               | 0,49 %   |
| Украинцы       | 380               | 0,45 %   |
| Армяне         | 369               | 0,43 %   |
| Грузины        | 222               | 0,26 %   |
| Таджики        | 177               | 0,21 %   |
| Киргизы        | 152               | 0,18 %   |
| Евреи          | 125               | 0,15 %   |
| Узбеки         | 101               | 0,12 %   |
| Другие         | 29 399            | 34,56 %  |
| Итого          | 85 063            | 100,00 % |

## Инфраструктура
Северное Измайлово — преимущественно спальный район с развитой инфраструктурой. На его территории располагаются: 9 образовательных комплексов, 16 школ, 22 детских сада, 3 колледжа, 2 поликлиники, 2 библиотеки. Работу со льготными категориями населения проводят:
- Управление социальной защиты населения (по адресу: 3-я Парковая ул., дом 44А[44]);
- филиал «Северное Измайлово» ГБУ «Территориальный центр социального обслуживания „Восточное Измайлово“» (по адресу: Щёлковское шоссе, дом 24[45]);
- филиал «Северное Измайлово» ГБУ «Центр социальной помощи семье и детям „Измайлово“» (по адресу: Никитинская ул., дом 31, корп. 2[46]).

С 2014 года функционирует ГБУ «Многофункциональный центр предоставления государственных услуг района Северное Измайлово» (по адресу: 15-я Парковая ул., дом 40Б), предоставляющий более 150 государственных услуг для жителей района.
На территории района располагается кинотеатр «София» (Сиреневый бульвар, дом 31).

## Транспорт
Важнейшим средоточием транспортных коммуникаций в районе является станция метро  Щёлковская Арбатско-Покровской линии. От расположенных рядом с ней остановок наземного транспорта можно проехать на автобусных и электробусных маршрутах (данные на 2020 год):
- на запад — 3 (до  Бульвар Рокоссовского), т32 (до Гаражной улицы), м60 (до  Комсомольская), 619, м60к (до  Преображенская площадь), е66 (до ост. «Дворец спорта „Сокольники“»), 257, 627, 627к;
- на юг —  223 (до  Измайловская), 645, 257, 619;
- на восток — м60, м60к (до Уссурийской улицы), 68, 97 (до Площади Соловецких Юнг), 133 (до  Рязанский проспект), 171 (до Камчатской улицы), 716 (до ост. «Посёлок Восточный»), 760 (до ост. «2-й Московский Крематорий»), 619;
- и других, в том числе пригородных.

По Сиреневому бульвару на разных его участках проходят автобусные маршруты т51, т55, 34, 34к, 97, 230, 974.

## Парки, скверы и общественные пространства

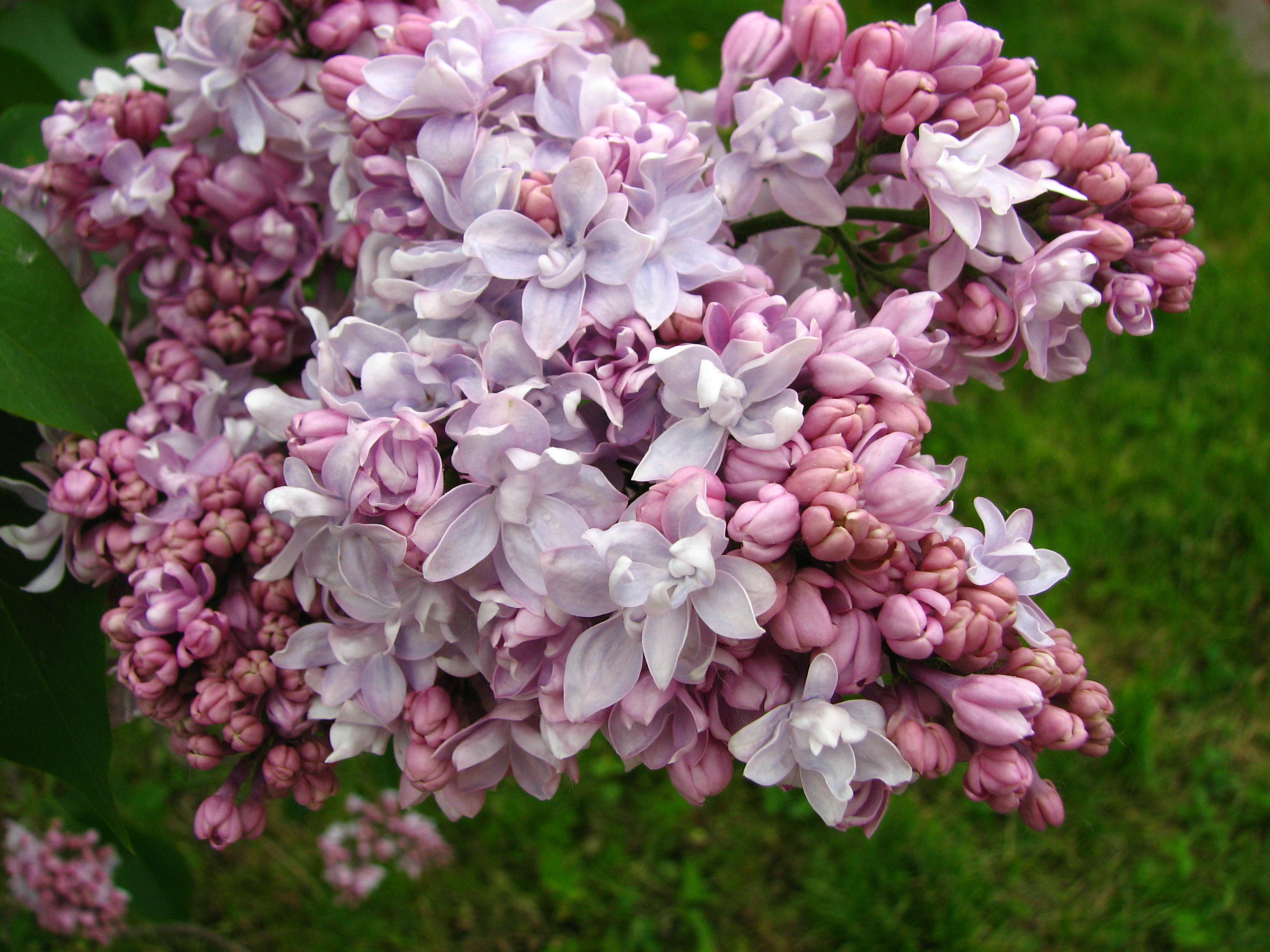
Сорт сирени «Маршал Василевский», выведенный Л. А. Колесниковым

В районе Северное Измайлово находится парк «Сиреневый сад» и несколько небольших безымянных скверов.
Парк «Сиреневый сад» раскинулся между Сиреневым бульваром и Щёлковским шоссе в 1954 году. Он был создан на базе опытного сиреневого питомника селекционера Л.А. Колесникова, который исторически располагался в селе Всехсвятское (сейчас московский район Сокол). Питомник был перевезен в Северное Измайлово в связи с застройкой территории Сокола жилмассивом. В 1975 году он получил статус парка. Среди многочисленных сортов сирени, выведенных Колесниковым — сорта, отличающиеся необычной окраской цветков (голубой, темно-фиолетовой с белой каёмкой, лилово-серебристой и ярко-красной). Сам Сиреневый бульвар, именовавшийся прежде Проектируемым проездом № 3503, официально получил современное название 1 марта 1960 года. Позднее вдоль него были посажены кусты сирени разных сортов. В 2014 году «Сиреневый сад» был обновлен — в парке появилась комфортная инфраструктура и была восстановлена уникальная коллекция сирени. Здесь привели в порядок дорожно-тропиночную сеть, сделали светомузыкальный фонтан, открыли клуб сиреневодов, поставили современные МАФы. Символом парка стал арт-объект в виде огромного цветка сирени. В 2021 году в парке была обновлена детская площадка: на ней заменили покрытие и установили большой игровой комплекс, интерактивную музыкальную арку с встроенным набором игр, а также набор развивающих элементов. Площадка располагается на новой территории сада — рядом с детским огородом и павильоном сиреневодов.

Общественным пространством для жителей района является Сиреневый бульвар — одна из центральных магистралей ВАО, разделяющая районы Восточное Измайлово и Северное Измайлово. Название улица получила из-за кустов сирени, которые были высажены вблизи сиреневого питомника Леонида Колесникова. Сейчас на бульваре находится большое количество разнообразных учреждений социальной сферы. В 2019 году часть Сиреневого бульвара (от дома 1 до дома 3) была благоустроена по программе создания комфортной городской среды «Мой район». На территории оборудовали современные спортивные площадки (комплекс воркаут, место для силовых тренировок, уголок с боксерской грушей, площадку для игры в стритбол), разместили столы для настольного тенниса и новые уличные лавки, оборудовали памп-трек.   

Сиреневый бульвар после благоустройства в 2019 году
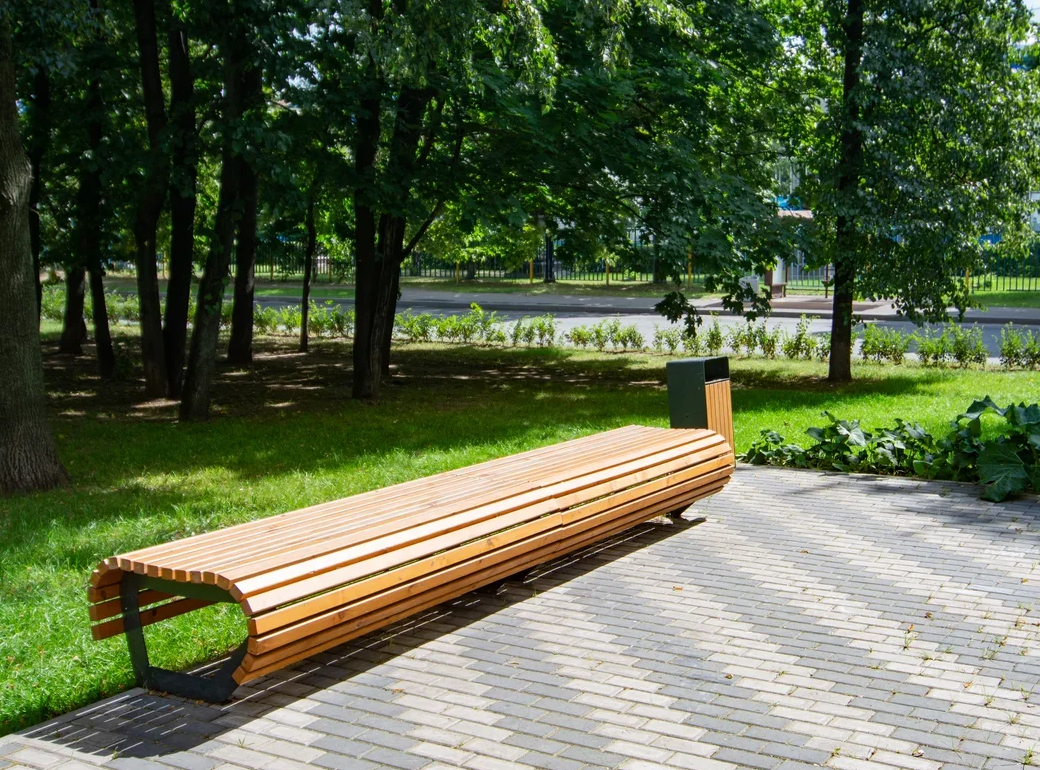
МАФы
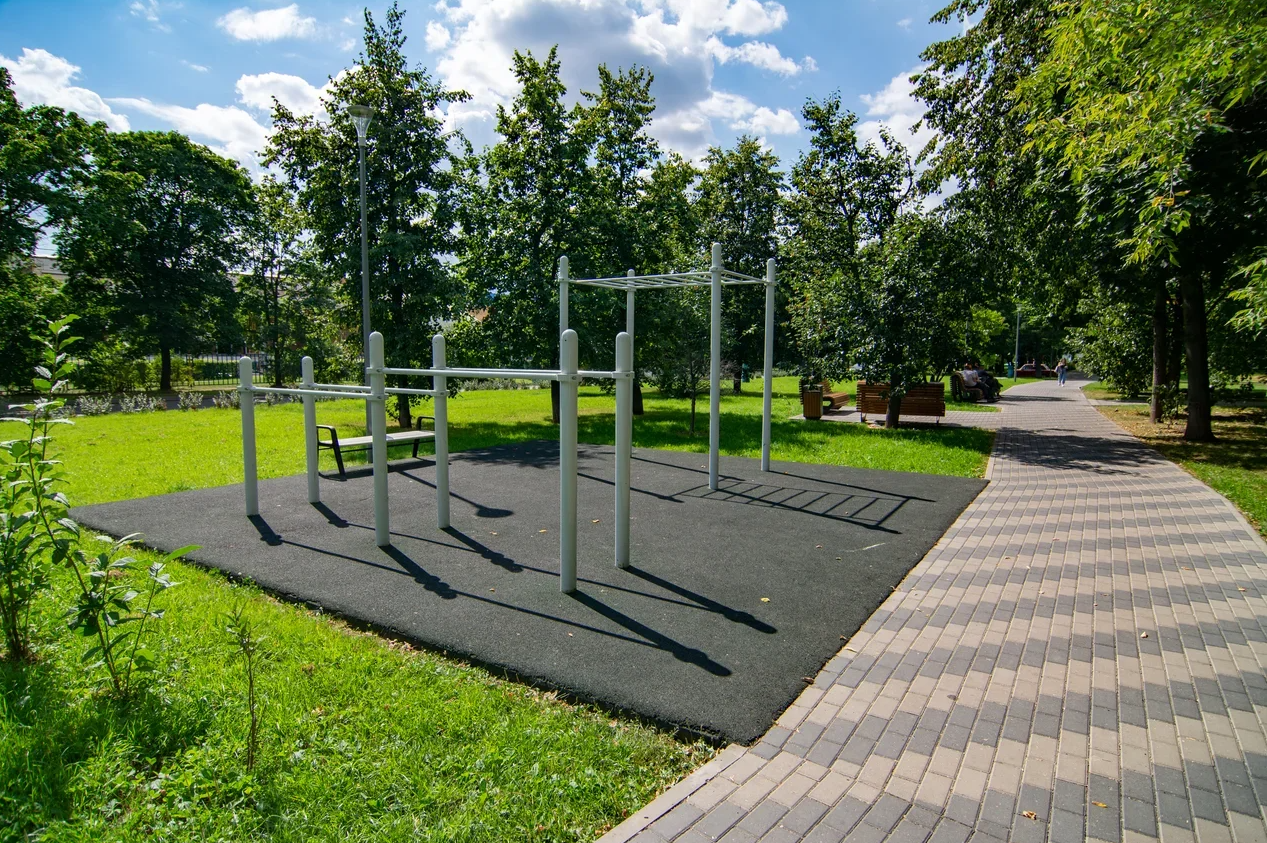
Воркаут
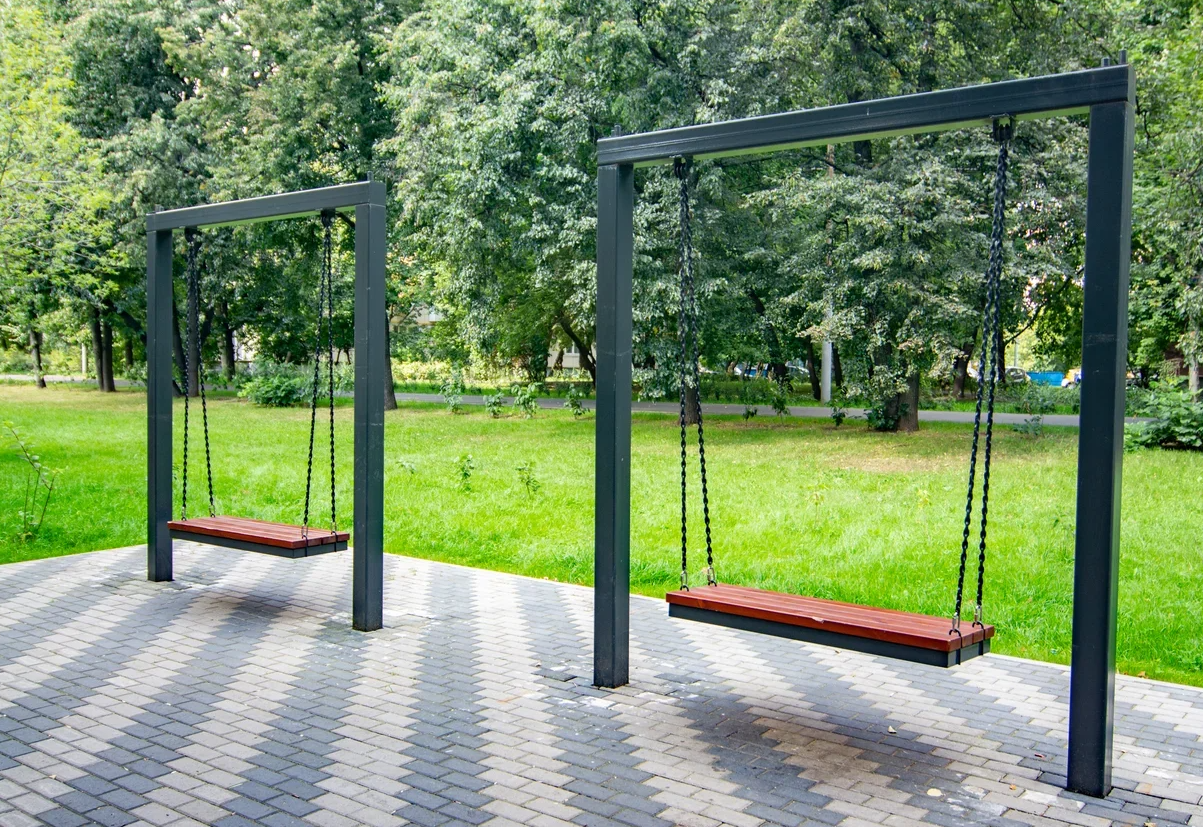
Садовые качели
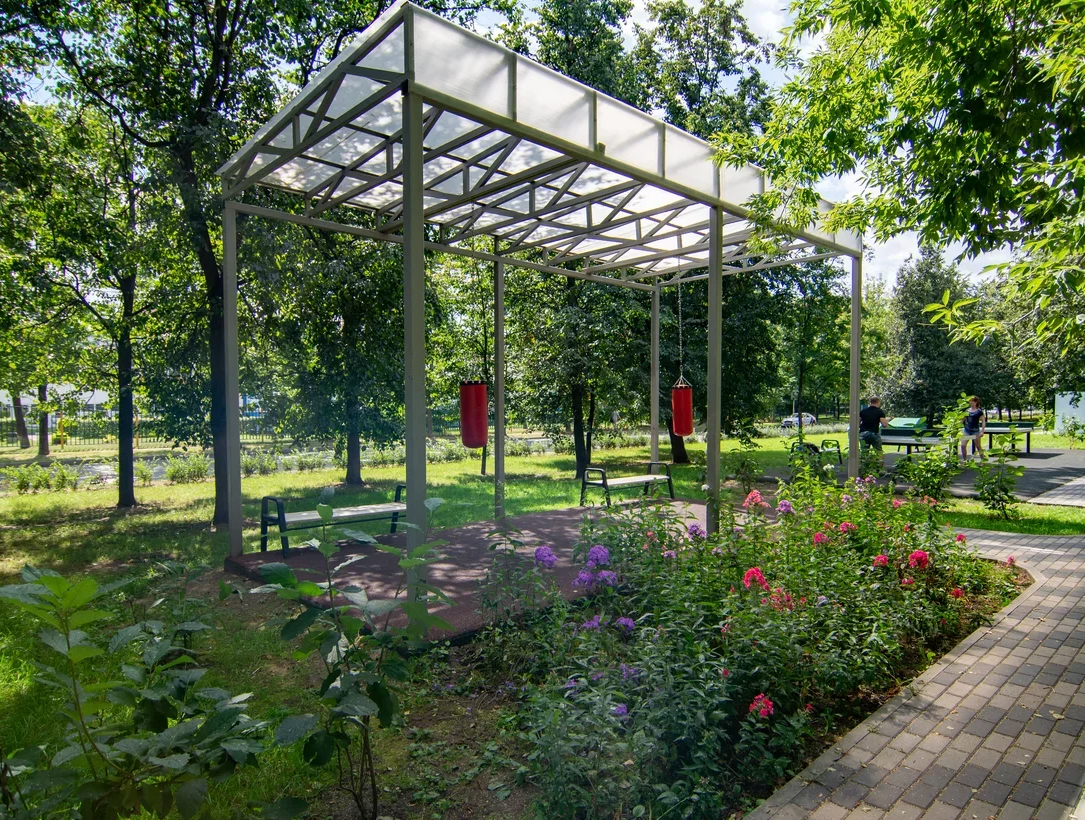
Уголок с боксерскими грушами
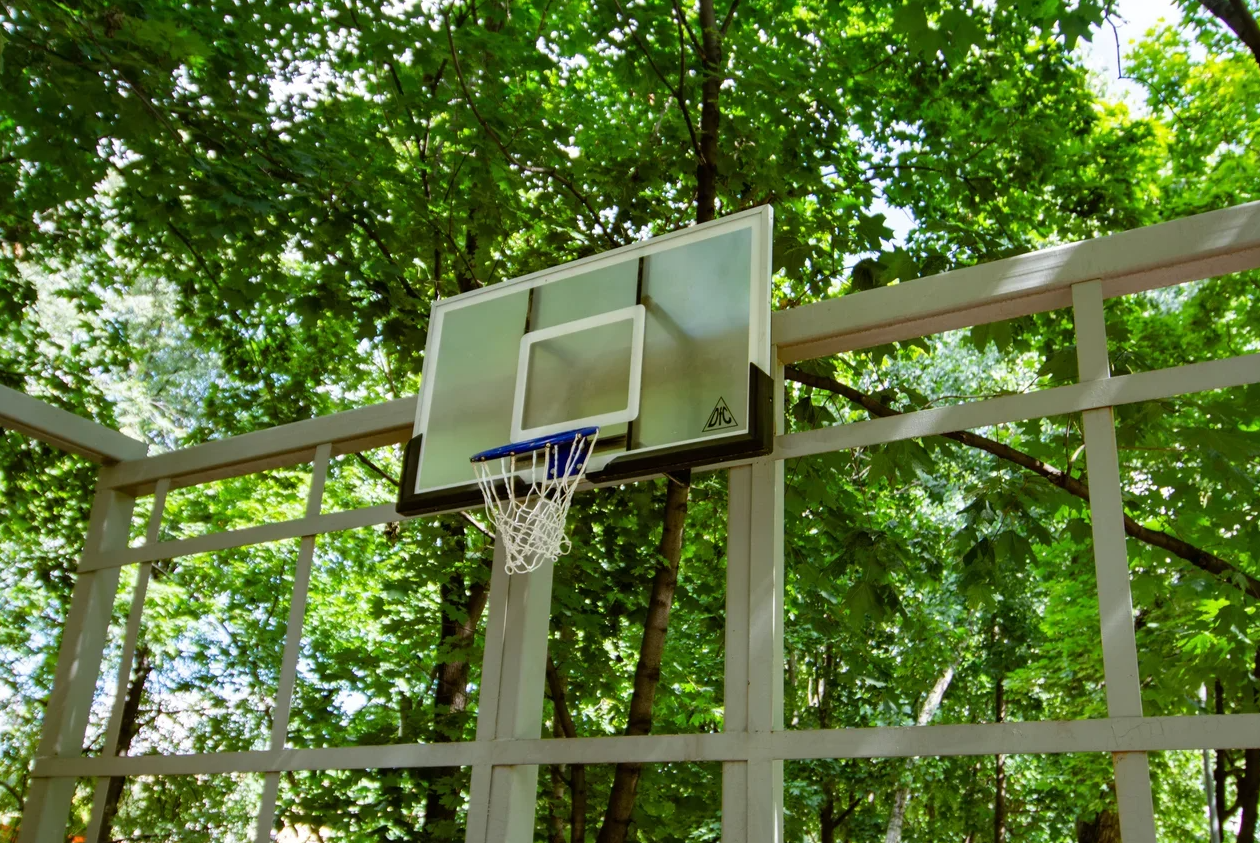
Площадка для стритбола

## Достопримечательности
24 декабря 2015 года на территории района Северное Измайлово был открыт памятный знак воинам–интернационалистам, участвовавшим в Афганской войне 1979—1989 годов. Знак установлен рядом с домом № 6 на улице Константина Федина и представляет собой камень весом около 5,5 тонн, на котором закреплена мемориальная доска с надписью «Посвящается жителям района Северное Измайлово, выполнявшим интернациональный долг в Республике Афганистан» (всего из Северного Измайлова в Афганистан ушло воевать 111 воинов, шестеро из которых погибли).

## Известные люди
В доме 52 (корп. 2) по 15-й Парковой улице с 1962 по 2010 годы проживала учёный-геодезист М. И. Юркина.
В доме 44 (корп. 1) по 11-й Парковой улице с 1964 по 2009 годы проживал учёный-теплофизик Э. Э. Шпильрайн.
В доме № 43 по Сиреневому бульвару в 1971—1972 годах проживала — после переезда её родителей из Ленинграда в Москву — будущая писательница Александра Маринина.